# Саут Енд (Минесота)
Саут Енд (енгл. South End) насељено је место без административног статуса у америчкој савезној држави Минесота.

## Демографија
По попису из 2010. године број становника је 25.
| Група             | 2000.    | 2010.    |
| Белци             | 0 (0,0%) | 1 (4,0%) |
| Афроамериканци    | 0 (0,0%) | 0 (0,0%) |
| Азијати           | 0 (0,0%) | 0 (0,0%) |
| Хиспаноамериканци | 0 (0,0%) | 0 (0,0%) |
| Укупно            | 0        | 25       |